# Agdistis manicata
Agdistis manicata là một loài bướm đêm thuộc họ Pterophoridae. Loài này được tìm thấy ở Pháp, Bồ Đào Nha, Tây Ban Nha, miền nam Nga, Libya và Tunesia.
Sải cánh dài khoảng 25 mm. Cánh trước màu xám sáng.
Ấu trùng ăn Limoniastrum monopetalum.